# De Bult (Ooststellingwerf)
De Bult is een buurtschap in de gemeente Ooststellingwerf, in de Nederlandse provincie Friesland. Het ligt ten zuiden van Langedijke en ten westen Appelscha, waar het officieel bij hoort.
De buurtschap is ontstaan tussen de Klokhuisdijk van Langedijke en de Kloosterweg. Aan de weg naar deze oorspronkelijke kern is later ook bewoond geraakt en valt ook onder de buurtschap. Van 1639 tot 1899 stond aan de toen onbewoonde deel van die weg een korenmolen. De buurtschap werd in 1685 al als De Bult geduid.
Het ligt aan de rand van het Nationaal Park Drents-Friese Wold. De landbouwgronden van de buurtschap worden omschreven als een kleinschalige coulissenlandschap.